# ورخنه‌سوروکینو
ورخنه‌سوروکینو (انگلیسی: Verkhnesorokino) یک شهرک در شهرستان میشکینسکی استان باشقیرستان کشور روسیه است.